# Řeřišný u Machova
Řeřišný u Machova este o arie protejată (arie specială de conservare — SAC, sit de importanță comunitară — SCI) din Republica Cehă întinsă pe o suprafață de 4,22 ha, integral pe uscat.

## Localizare
Centrul sitului Řeřišný u Machova este situat la coordonatele 50°30′15″N 16°17′18″E / 50.504167°N 16.288333°E.

## Înființare
Situl Řeřišný u Machova a fost declarat sit de importanță comunitară în noiembrie 2009 pentru a proteja 1 specie de plante. Situl a fost protejat și ca arie specială de conservare în iulie 2012.

## Biodiversitate
Situată în ecoregiunea continentală, aria protejată nu include niciun habitat protejat.
La baza desemnării sitului se află o specie protejată de  plante: Hamatocaulis vernicosus.